# Jędrzej Kędziora
Jędrzej Kędziora (ur. 16 lutego 1971 w Gostyniu) – polski piłkarz występujący na pozycji bramkarza. Dwukrotny mistrz polski z Zagłębiem Lubin (w roku 1991 jako zawodnik oraz w 2007 roku jako trener bramkarzy).

## Kariera klubowa
Swoją karierę zaczynał w Kani Gostyń, jednakże w 1986 roku trafił do Zagłębia Lubin. Tam początkowo występował w zespołach juniorskich, zaś w 1988 roku został włączony do pierwszego zespołu. W ciągu kolejnych sześciu lat w barwach Zagłębia rozegrał 35 spotkań w Ekstraklasie. Wiosną sezonu 1994/95 przeszedł do Chrobrego Głogów, jednakże po pół roku powrócił do Lubina. Przez kolejne siedem lat zaliczył 40 spotkań w Ekstraklasie. Wiosną sezonu 2002/03 podpisał kontrakt z Ruchem Radzionków, w którym po pół roku zakończył karierę.Obecnie trener w MKS Kanii Gostyń.

## Kariera trenerska
Po zakończeniu kariery zdecydował się zostać trenerem bramkarzy. Początkowo zatrudniony był w Zagłębiu Lubin. Pod koniec maja 2010 roku Kędziora został trenerem bramkarz Cracovii. Na początku listopada 2010 roku został zwolniony z pełnionej funkcji.